# Dennis Zuill
Dennis Zuill (sinh ngày 3 tháng 1 năm 1978) là một cựu cầu thủ bóng đá Bermuda thi đấu ở vị trí hậu vệ.

## Sự nghiệp câu lạc bộ
Zuill bắt đầu sự nghiệp của mình ở vị trí hậu vệ tại Dandy Town Hornets ở Giải bóng đá Ngoại hạng Bermuda trước khi gia nhập Bermuda Hogges ở USL Second Division năm 2007.
Anh trở lại Dandy Town Hornets sau khi ra tù năm 2011.

## Personal life
Zuill bị bắt vào tháng 9 năm 2009 tại Atlanta vì liên quan đến việc phân phối cần sa và cocain và bị kết án tù giam. Anh đã được hưởng việc quản thúc sau khi bị giam tại một nhà tù ở New York vào tháng 10 năm 2011 sau khi nhận tội hồi đầu năm. Tại Bermuda, anh một lần nữa bị buộc tội buôn bán ma túy vào tháng 3 năm 2013.
Anh là anh em họ của cựu tiền đạo đội tuyển quốc gia Aljame Zuill.